# Jingguan
Jingguan (kinesiska: 静观, 静观镇) är en köping i sydvästra Kina. Den ligger i stadsdistriktet Beibei  i storstadsområdet Chongqing, omkring 37 kilometer norr om det centrala stadsdistriktet Yuzhong. Antalet invånare är 43 674. Befolkningen består av 21 784 kvinnor och 21 890 män. Barn under 15 år utgör 11,0 %, vuxna 15-64 år 74 %, och äldre över 65 år 14,0 %.